# Richard Kovalčík
Richard Kovalčík (22. května 1937 Orlová – 12. března 1975 Ostrava) byl český trumpetista, kapelník a zakladatel skupiny Flamingo.

## Životopis
Jako dítě hrál na housle, ale po úrazu ruky přešel na trumpetu, na kterou cvičil pod vedením místních kapelníků a hrál v různých orchestrech.
Vystudoval Střední průmyslovou školu stavební v Ostravě. Neměl konzervatoř, ale měl velkou praxi a vojnu prožil v posádkové hudbě Opava, kde byl dva roky členem Vojenského dechového orchestru, s nímž dokonce v Brně v roce 1958 vyhráli ASUT (armádní soutěž umělelecké tvořivosti).
Od roku 1962 naplno spolupracoval s Ostravským rozhlasovým orchestrem (ORO).
V roce 1966 založil Flamingo.

## Úmrtí
Skladatel, aranžér a trumpetista Richard Kovalčík zemřel na rakovinu 12. března 1975 v Ostravě v nedožitých osmatřiceti letech.

## Filmografie
- Smrt si vybírá, režie Václav Vorlíček (1972)[2]